# Hugo Peraldo
Répertoire
Wolfgang Amadeus Mozart, Ludwig van Beethoven, Giuseppe Verdi, Igor Stravinsky
Hugo Peraldo est un chef d'orchestre, ténor et pilote de ligne français, né le 22 mai 1982 à Lyon.

## Biographie
Hugo Peraldo commence ses études à La Maitrise de la Loire, une école de musique où il restera pendant sept ans. Il y étudie le chant, la direction et la flûte Boëm. Il fait la rencontre de Pierre Cao, ce qui lui conduira à s'orienter vers une carrière de chef de chœur et chef d'orchestre. Il prend encore aujourd'hui des cours de direction auprès de Kazushi Ono.
En 2004, il intègre le conservatoire de Chalon-sur-Saône pour étudier la direction avec Philippe Cambrelaing. En 2006, il est sélectionné pour prendre part à un cours de chef d’orchestre au Conservatoire national de Dijon dirigé par Pierre Cao. Peraldo compte également de nombreuses opportunités de travail avec des chefs comme Graziella Contrato, Jun Märkl, Ton Koopman, Ludwig Wicky et Leonard Slatkin. En juin 2013, il fait partie de l'International Institute for Conductors de Bacau en Roumanie.
En tant que directeur musical du Cantrel de Lyon, il dirige le Requiem et les Vêpres de Mozart, le Stabat Mater de Haydn et les Motets de Bach. Il s'occupe également du chœur du Concert de l'Hostel Dieu, un ensemble de musique baroque dirigé par Franck-Emmanuel Comte. 
En 2009, Hugo Peraldo intègre l'Institut national des sciences appliquées (INSA) en tant que chef d'orchestre de l'OSIU : l’Orchestre symphonique de l’INSA Universités de Lyon,. Il dirigera l'OSIU jusqu'en 2020.
Il crée le festival Lyrique en Lyonnais dont la première édition a lieu en juillet 2014 qui comprend une série de concerts tels des récitals, des oratorios et des opérettes. L'édition 2015 se déroule à Sainte-Foy-l'Argentière.
À l’Opéra de Lyon : depuis 2014, il collabore régulièrement avec l’Opéra ; il est assistant de Daniele Rustioni pour Simon Boccanegra (Verdi) en 2014 et assistant de Bernhard Kontarsky pour Benjamin, dernière nuit (Tabachnik) en 2016 ; cette même année, il dirige l’enregistrement de Jour d’école avec l’Orchestre de l’Opéra et assiste Stefano Montanari pour la reprise de Don Giovanni (Mozart) à Oman. Durant la saison 2017-2018, il est assistant du nouveau directeur musical, Daniele Rustioni, pour les productions d’Attila et Don Carlos (Verdi), et Mefistofele (Boito). Il est également assistant du maestro et chef de choeur pour Tosca (Puccini) au Festival d’Aix-en-Provence en juillet 2019 et l’assiste depuis 4 ans lors des opéra concerts au théâtre des champs Élysée. En 2020 et 2021 il se voit confié sa première production comme chef invité pour La Lune (Orff) (interrompu à cause de la pandémie).
En parallèle de sa profession de chef d’orchestre il entreprend en 2018 une formation de pilote de ligne, il est actuellement pilote pour la compagnie Air France HOP!

## Discographie
- 2009 : Belle Virginie (label Ambronay)
- 2013 : La Ciaccona, il monde che gira (label Baroque & Plus/CHD)
- 2013 : Stabat Mater de Pergolèse (label Baroque & Plus/CHD)
- 2013 : Mozart en Italie (label Baroque & Plus/CHD)
- 2013 : Un Noël méditerranéen (label Baroque & Plus)